# استعمال عادل

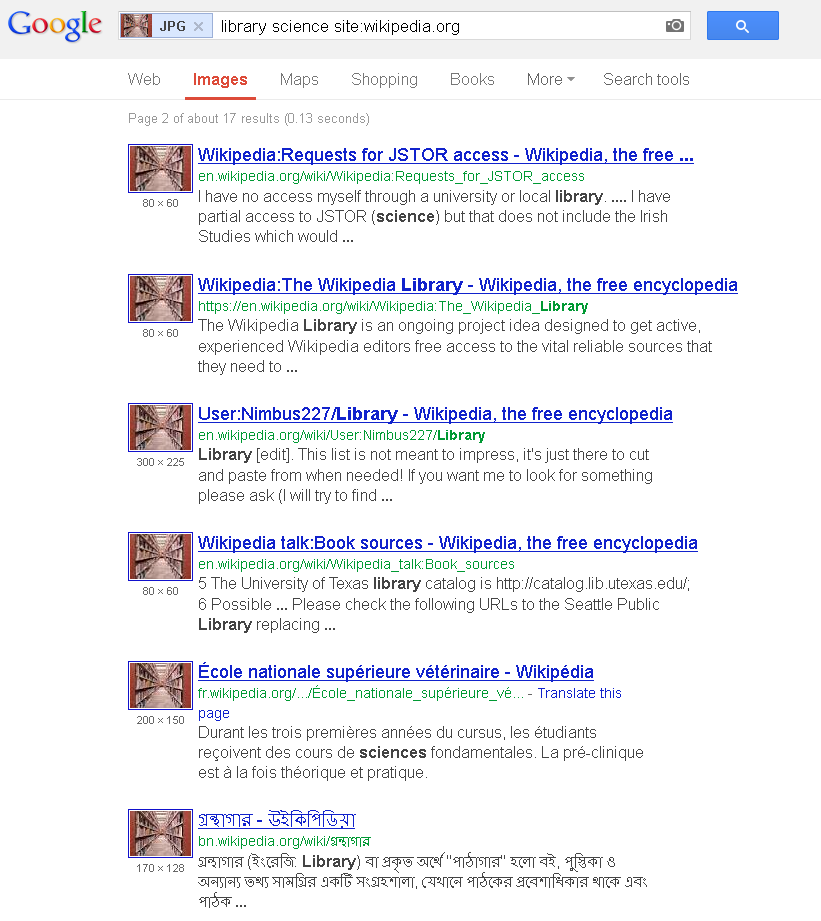

للاستعمال العادل في ويكيبيديا، انظر ويكيبيديا:استعمال عادل.
الاستعمال العادل أو الاستخدام العادل
هو مبدأ في قانون الولايات المتحدة لحقوق النشر يسمح باستخدام محدود من المواد محفوظة حقوق التأليف والنشر دون اشتراط إذن من أصحاب الحقوق، مثل استخدامها للحصول على المنح الدراسية أو المراجعة. ومفهوم الاستخدام العادل من المفاهيم التي ينفرد بها القانون الأمريكي، ولكن بدأت بعض الدول باستعارته في قوانينها.
الاستخدام العادل هو مفهوم دفاعي، بمعنى أنه يستخدم كدفاع بعد إثبات تهمة خرق حقوق النسخ. عادةً عندما يتهم الشخص بخرق حقوق النسخ فإنه يسعى إما إلى:
- (1) إنكار ملكية المدعي لحقوق النسخ.
- (2) إنكار حدوث مخالفة لحقوق النسخ.
- (3) وسيلة الدفاع الأخيرة هي التسليم جدلاً بحدوث المخالفة والاعتماد على مفهوم الاستخدام العادل لتبريرها.

ويمثل الاستعمال العادل مبدأ في قانون الولايات المتحدة يسمح بالاستخدام المحدود للمواد المحمية بحقوق النسخ دون الاضطرار إلى الحصول على الإذن من صاحب هذه الحقوق مُسبقًا. يُعتبَر الاستخدام العادل أحد القيود المفروضة على حقوق النسخ ويهدف إلى تحقيق التوازن بين مصالح أصحاب الحقوق والمصلحة العامة بالتوزيع والاستخدام الأوسع للأعمال المبتكرة عبر السماح باستخدامات محدودة معينة قد تعتبر لولا هذا المبدأ انتهاكًا، إذ يعتبر دفاعًا في دعاوي انتهاك حقوق النسخ. بشكل مشابه لحقوق «التعامل العادل» التي تتواجد في معظم البلدان ذات التاريخ القانوني البريطاني، يعتبر حق الاستخدام العادل استثناءً عامًا ينطبق على جميع الأشكال المختلفة من الاستخدامات ضمن جميع أنواع الأعمال ويشكل اختبارًا تناسبيًا مرنًا يحقق في غرض الاستخدام، والكمية المستخدمة، وتأثير السوق على العمل الأصلي. يتمثل استحداث حق الاستخدام العادل في قانون الولايات المتحدة في تطبيقه على قائمة من الأغراض المسبوقة بالعبارة الافتتاحية «مثل». سمح هذا الأمر للمحاكم بتطبيقه على التقنيات التي لم يسبق تصورها في النظام الأصلي بما في ذلك، البحث عبر الإنترنت ومسجل الفيديو والهندسة العكسية للبرمجيات.

## لمحة تاريخية
أنشأ نظام آن لعام 1710، وهو قانون أصدره برلمان بريطانيا العظمى، قانون حقوق النسخ ليحل محل نظام الطلب الخاص المفروض من قبل شركة ستيشينرز. لم ينص نظام آن على الاستخدام غير المصرح به قانونيًا للمواد المحمية بحقوق النسخ. في قضية جايلس ضد ويلكوكس، وضعت المحكمة العليا مبدأ «الإيجاز العادل»، الذي سمح بالإيجاز غير المشروع للأعمال المحمية بحقوق النسخ تحت ظروف معينة. مع مرور الوقت، تطور المبدأ ليشكل المفاهيم الحديثة للاستخدام والتعامل العادلين. بقي الاستخدام العادل مبدأ في القانون العام في الولايات المتحدة إلى أن دُمِج مع قانون حقوق النسخ عام 1976، الباب 17 من مدونة قوانين الولايات المتحدة، الفرع 107.
نشأ مصطلح «الاستخدام العادل» في الولايات المتحدة. وعلى الرغم من ارتباطه بقيود واستثناءات حقوق النسخ للتعليم وأرشفة المكتبات في الولايات المتحدة، تندرج هذه القيود والاستثناءات ضمن فرع آخر من النظام الأساسي. يتواجد مبدأ مشابه في بعض السلطات القضائية الأخرى للقانون العام يدعى التعامل العادل ولكنه في الواقع يتشابه أكثر من حيث المبدأ مع الاستثناءات الواردة ضمن أنظمة القانون المدني. يتضمن القانون المدني قيودًا واستثناءات أخرى على حقوق النسخ.
استجابةً للتوسيع المفرط الملحوظ لحقوق النسخ، بدأت العديد من الحريات المدنية الإلكترونية ومنظمات حرية التعبير في تسعينيات القرن العشرين بإضافة قضايا الاستخدام العادل إلى قضاياها وقوائمها. شملت هذه المنظمات مؤسسة الحدود الالكترونية (إي إف إف)، والاتحاد الأمريكي للحريات المدنية، والاتحاد الوطني المناهض للرقابة، وجمعية المكتبات الأمريكية، والعديد من البرامج التدريبية في كليات الحقوق، وغيرها. أُنشئ أرشيف «أثر الصقيع» في عام 2002 من اتحاد عدة برامج تدريب لكليات الحقوق ومؤسسة الحدود الالكترونية لتوثيق استخدام رسائل الإيقاف والكف. في الآونة الأخيرة، في عام 2006، بدأت جامعة ستانفورد بمبادرة تدعى «مشروع الاستخدام العادل» (إف يو بّي) لمساعدة الفنانين، وبالأخص صانعي الأفلام، في محاربة الدعاوي القضائية المرفوعة ضدهم من قبل الشركات الكبرى.

### عوامل الاستخدام العادل في الولايات المتحدة
تشمل أمثلة الاستخدام العادل في قانون حقوق النسخ الأمريكي كلًا من التعليق ومحركات البحث والنقد والمحاكاة الساخرة وتقارير الأخبار والأبحاث والمنح. ينص الاستخدام العادل على الاقتباس القانوني غير المرخص أو دمج المواد المحمية بحقوق النسخ في أعمال مؤلف آخر بموجب اختبار قائم على أربعة عوامل.
صنفت المحكمة العليا للولايات المتحدة الاستخدام العادل على أنه دفاع توكيدي، لكن في قضية لينس ضد شركة يونيفيرسال الموسيقية (2015) (قضية «الطفل الراقص»)، توصلت محكمة الاستئناف التابعة للولايات المتحدة في دورتها التاسعة إلى أن الاستخدام العادل لم يكن مجرد دفاع ضد دعوى انتهاك، بل كان حقًا جائزًا صريحًا، واستثناءً للحقوق الحصرية الممنوحة لمؤلف العمل الإبداعي وفق قانون حقوق النسخ: «وبالتالي، يختلف الاستخدام العادل عن الدفاعات التوكيدية التي يؤدي الاستخدام فيها إلى انتهاك حقوق النسخ، لكن لا توجد تبعات نظرًا لوجود عذر مقبول، على سبيل المثال، سوء استخدام حقوق النسخ».

## الاستخدام العادل في مجالات معينة

### شيفرة الحاسوب
تدور قضية غوغل ضد أوراكل أميركا حول استخدام واجهات برمجة التطبيقات (أيه بّي إل) التي تستخدم في تحديد الأداء الوظيفي للغة جافا البرمجية، التي أنتجتها شركة صن ميكروسيستمز والتابعة حاليًا لشركة أوراكل. استخدمت شركة غوغل تحديد واجهة برمجة التطبيقات وبنيتها ومتتابعتها وتنظيمها (إس إس أو) في إنشاء نظام تشغيل أندرويد لدعم سوق أجهزة الهاتف المحمول. رفعت شركة أوراكل دعوى قضائية ضد غوغل في عام 2010 بحجة انتهاك كل من براءة الاختراع وحقوق النسخ، ولكن بعد دورتين، ضُيّق موضوع القضية ليتمحور حول ما إذا كان استخدام غوغل للتحديد والإس إس أو التابعين لواجهة برمجة تطبيقات جافا الخاصة بأوراكل (المحفوظة بحقوق النسخ) تندرج ضمن الاستخدام العادل. أصدرت محكمة الاستئناف الفيدرالية الحكم ضد غوغل، مصرحةً بأنه في حين كان بإمكان غوغل أن تدافع عن استخدامها ضمن طبيعة العمل المحمي بحقوق النسخ، لم يكن استخدامها تحويليًا، والأهم من ذلك، ألحقت ضررًا بشركة أوراكل تجاريًا إذ كانت تسعى أيضًا للدخول إلى سوق الهواتف المحمولة. كان من الممكن أن تصنع هذه القضية، في حال تعليق الحكم، تأثيرًا هامًا على تطور المنتجات لأجل التوافق التشغيلي باستخدام واجهة برمجة التطبيقات، كما هو الحال في الكثير من المشاريع مفتوحة المصدر.

### الأفلام الوثائقية
في أبريل 2006، واجه صانعو سلسلة أفلام لووس تشينج (تغيير فضفاض) دعوى قضائية رفعها جولس وجيديون نوديت حول استخدام الفيلم لمشاهدهما المصورة، وعلى وجه التحديد المشاهد المصورة لرجال الإطفاء وهم يناقشون انهيار مركز التجارة العالمي. بمساعدة محامٍ متخصص بالملكية الفكرية، جادل مؤلفو فيلم لووس تشينج بنجاح أن غالبية المشاهد المصورة التي استخدموها كانت لأغراض تاريخية وحوِّلت تحويلًا ملحوظًا لتناسب سياق الفيلم. وافقوا على إزالة عدة مشاهد كانت قد استُخدمَت كلقطات ولم تؤدّ أي غرض في النقاش الأساسي. جرت تسوية القضية وتجنُّب دعوى قضائية محتملة قد يصل تعويضها لعدة ملايين من الدولارات.

### أخد العينات الموسيقية
قبل عام 1991، كان أخذ العينات الموسيقية من أنواع محددة من الموسيقى عملًا مقبولًا وعُدّت اعتبارات حقوق النسخ غير ذات صلة. غيّر القرار الصارم الذي اتُّخِذ ضد استيلاء مغني الراب بيزن ماركي على أغنية غيلبرت أوسوليفان في قضية غراند أبرايت ميوزيك ضد وارنر بروس ريكوردس الممارسات والآراء بين عشية وضحاها. وتوجب على العينات أن تكون مرخصة، طالما أنها ترتقي «لمستوى الاستيلاء المأخوذ بعين الاعتبار قانونيًا». ترك هذا الأمر الباب مفتوحًا لمبدأ الأشياء الصغيرة، الخاص بالعينات القصيرة وغير القابلة للتمييز، لم ترتقِ هذه الاستعمالات لمستوى انتهاك حقوق النسخ، إذ إنه بموجب مبدأ الأشياء الصغيرة، «لا يهتم القانون بالتفاهات». ولكن، بعد مرور ثلاث سنوات، ألغت المحكمة الدورية السادسة عمليًا مبدأ الأشياء الصغيرة في قضية بريدجبورت ميوزيك ضد ديمنشن فيلمس، معتبرةً أنه ينبغي على الفنانين «الحصول على رخصة أو عدم أخذ عينات». أوضحت المحكمة لاحقًا أن رأيها لا ينطبق على الاستخدام العادل، ولكن تحولت ممارسة المهنة عمليًا بين غراند أبرايت وبريدجبورت إلى إلغاء أخذ العينات غير المرخصة.

## كيفية تحديد الاستعمال العادل
يعتمد الاستخدام العادل على عوامل عديدة هي:
1. طبيعة الاستخدام وهدفه:
  1. هل يهدف إلى الربح؟ الهدف غير الربحي أقرب للاستخدام العادل من الهدف الربحي
  2. هل الاستخدام يغير العمل الأصيل؟ إذا حصل تغير للعمل الأصيل، مثل كتابة نسخة هزلية من أغنية أو فيلم، أو تغيير حجم صورة، فذلك أقرب للاستخدام العادل
2. طبيعة العمل المستخدم:
  1. الأعمال التي تعنى بالحقائق (المقالات العلمية مثلاً) تخضع للاستعمال العادل أكثر من الأعمال الفنية والروائية
  2. الأعمال التي لم تنشر بعد لا تخضع عادةً للاستخدام العادل
3. كمية الجزء المستخدم ونسبته:
  1. لا يسمح باستخدام جزء كبير من العمل إلا بوجود ضرورة ملحّة لذلك. يأتي ذلك في سياق الأعمال الساخرة لأنها مجبرة على الاعتماد بشكل كامل على العمل الأصيل ولذلك تخضع للاستعمال العادل. أيضاً تفكيك البرامج الحاسوبية لأجل معرفة كيفية عملها يعدّ نسخاً لكنه يخضع للاستعمال العادل عند وجود ضرورة
  2. قد يسمح باستخدام نسخة مصغرة من صورة ضوئية، مثل عرض الصور المصغرة في محرك بحث الصور التابع لمحرك قوقل.
4. التأثير على قدرة صاحب الحق في استغلال العمل
  1. إذا كان الاستخدام سيأخذ من حصة صاحب العمل الأصيل في سوق معينة فغالباً لن يسمح بذلك تحت الاستخدام العادل.

## أمثلة على الاستخدام العادل
توفير نسخ من الكتاب في مكتبة عامة، تصوير طالب جامعي لصفحة من كتاب في المكتبة، اقتباس فقرة من كتاب في مقالة أو كتاب آخر، عرض نسخ مصغرة من بعض الصور في محركات البحث، إعادة كتابة أغنية بكلمات جديدة هزلية، كتابة مسرحية ساخرة بناءً على قصة وشخصيات من مسرحية أخرى (إذا كان القصد هو السخرية من تلك المسرحية).

## الاستخدام العادل من الناحية الدستورية
اكتسب الاستخدام العادل أهمية أكبر بعد قضية Eldred v. Ashcroft أمام المحكمة العليا الأمريكية (2002م)، حين اعتبرته المحكمة الدستورية عاملاً مهماً لجعل قانون حقوق النسخ متوافقاً مع حقوق حرية الصحافة والتعبير الدستورية.